# Liguilla Pre-Sudamericana 2003 (Chile)
La Liguilla Pre-Sudamericana 2003 fue la 2.ª versión de la Liguilla Pre-Sudamericana, torneo clasificatorio para Copa Sudamericana organizado por la Asociación Nacional de Fútbol Profesional. Participaron equipos de la Primera División de Chile y la Primera B. Los ganadores de esta edición en calidad de invictos fueron Universidad Católica y Provincial Osorno, que derrotaron a Deportes Antofagasta y Palestino, respectivamente, en la llave final.

## Programación
| Fase    | Día                     |
| ------- | ----------------------- |
| 1       | 9 a 10 de julio de 2003 |
| 2       | 13 de julio de 2003     |
| 3       | 16 de julio de 2003     |
| Finales | 20 de julio de 2003     |

## Resultados
Primera fase
| Equipo local         | Resultado      | Equipo visitante          |
| -------------------- | -------------- | ------------------------- |
| Deportes Arica       | 1-5            | Universidad de Chile      |
| Deportes Antofagasta | 3-0            | Cobreloa                  |
| Deportes Copiapó     | 1-0            | Cobresal                  |
| Deportes La Serena   | 2-2 (2-4 pen.) | Coquimbo Unido            |
| Unión La Calera      | 0-2            | Universidad Católica      |
| Everton              | 2-0            | Santiago Wanderers        |
| Deportes Melipilla   | 1-0            | Unión San Felipe          |
| O'Higgins            | 5-2            | Audax Italiano            |
| Fernández Vial       | 1-0            | Universidad de Concepción |
| Lota Schwager        | 0-2            | Huachipato                |
| Deportes Talcahuano  | 0-1            | Deportes Temuco           |
| Provincial Osorno    | 1-0            | Deportes Puerto Montt     |
| Deportes Ovalle      | 4-3            | Colo-Colo                 |
| Santiago Morning     | 2-3            | Palestino                 |
| Magallanes           | 5-2            | Unión Española            |
| Rangers              | 3-0            | Deportes Concepción       |

Segunda fase
| Equipo local         | Resultado      | Equipo visitante     |
| -------------------- | -------------- | -------------------- |
| Deportes Antofagasta | 2-1            | Universidad de Chile |
| Coquimbo Unido       | 2-1            | Deportes Copiapó     |
| Universidad Católica | 0-0 (5-4 pen.) | Deportes Ovalle      |
| Everton              | 4-0            | Deportes Melipilla   |
| Magallanes           | 2-3            | Palestino            |
| O'Higgins            | 2-1            | Rangers              |
| Huachipato           | 2-1            | Fernández Vial       |
| Provincial Osorno    | 1-0            | Deportes Temuco      |

Tercera fase
| Equipo local         | Resultado      | Equipo visitante     |
| -------------------- | -------------- | -------------------- |
| Everton              | 2-2 (2-3 pen.) | Universidad Católica |
| Deportes Antofagasta | 4-2            | Coquimbo Unido       |
| O'Higgins            | 1-3            | Palestino            |
| Provincial Osorno    | 2-1            | Huachipato           |

Finales
| Equipo local         | Resultado | Equipo visitante     |
| -------------------- | --------- | -------------------- |
| Universidad Católica | 2-0       | Deportes Antofagasta |
| Provincial Osorno    | 2-1       | Palestino            |

## Finales
| 20 de julio de 2003 | Universidad Católica          | 2:0 (1:0) | Deportes Antofagasta | San Carlos de Apoquindo, Santiago de Chile |  |
|                     | Gioino { 44' · Rozental { 90' |           |                      |                                            |  |

| 20 de julio de 2003 | Provincial Osorno | 2:1 (2:0) | Palestino | Parque Schott, Osorno |  |
|                     | Naif 25', 43'     |           | 46' Estay |                       |  |

Universidad Católica y Provincial Osorno ganaron la Liguilla y clasificaron a Copa Sudamericana 2003.